# Gu Hongzhong
Gu Hongzhong (顧閎中T, 顾闳中S, Gù HóngzhōngP; 937 – 975) è stato un pittore cinese del periodo delle cinque dinastie e dieci regni.
Gu fu attivo fino al 960 ed era molto probabilmente un pittore di corte dell'imperatore Li Yu dei Tang Posteriori. La sua opera più conosciuta è Le notti brave di Han Xizai (韓熙載夜宴圖T). L'originale non esiste più, ma ci è pervenuta una copia risalente al secolo XII del periodo Song. Il dipinto è ubicato nella Purpurea Città Proibita a Pechino.

## Le notti brave di Han Xizai
Le notti brave di Han Xizai è un rotolo orizzontale raffigurante Han Xizai, un ministro di Li Yu. Questo dipinto narrativo è diviso in cinque sezioni: Han Xizai che ascolta il pipa, guarda le danzatrici, riposa, suona uno strumento a corda e interagisce cogli ospiti.
Gu Hongzhong fu probabilmente incaricato di spiare la vita privata di Han Xizai sotto richiesta di Li Yu. Una teoria afferma che Li Yu volesse scoprire il motivo del rifiuto di Han alla sua proposta di diventare primo ministro. Un'altra afferma invece che Han Xizai non partecipasse alle riunioni della prima mattina coll'imperatore a causa dei suoi gozzovigli, delle bevute e dei banchetti coi suoi amici, e che necessitasse di essere disonorato in un comportamento dignitoso.
L'opera non è solo un dipinto sulla vita personale, ma rappresenta anche molte caratteristiche dell'epoca. Con un'accurata osservazione, tutti i dettagli de Le notti brave sono esposte meticolosamente e le espressioni delle persone sono vivide e realitiche. Nell'opera sono presenti più di 40 figure, ognuna con una differente espressione. Il dipinto ritrae lo stile di vita della classe dirigente del tempo. L'inaspettata osservazione del pittore di Han Xizai rende l'opera stimolante.

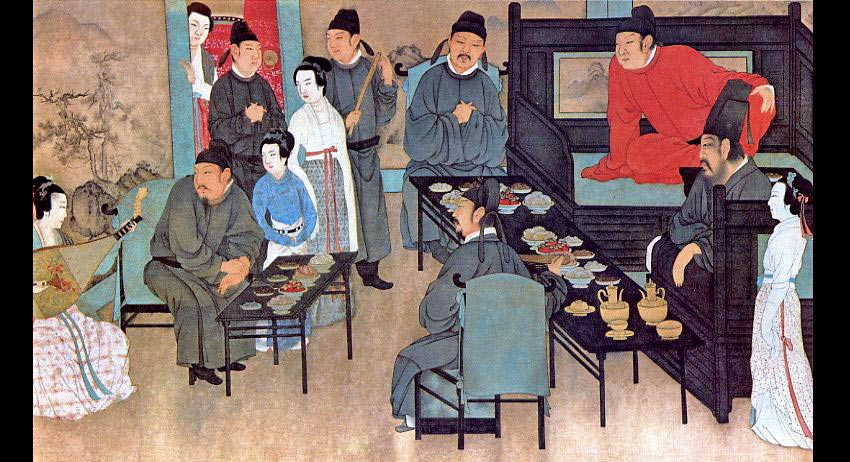
Particolare di Le notti brave di Han Xizai

### Arte ispirata aLe notti brave di Han Xizai
Nel 2000, l'artista Wang Qingsong creò Le notti brave di Lao Li basata su Le notti brave di Han Xizai; invece d'essere un dipinto come l'originale, è una fotografia. L'opera d'arte si serve dei costumi e dei riferimenti contemporanei per commentare l'attuale cultura cinese.